# 824 pr. n. št.

## Smrti
- Šalmaneser III., kralj Asirije (* ni znano)